# Кантакузино, Георге Григоре
Георге Григоре Кантакузино (рум. Gheorghe Grigore Cantacuzino; 22 сентября 1832, Бухарест, княжество Валахия — 23 марта 1913, Бухарест, Королевство Румыния) — румынский государственный, политический и общественный деятель, премьер-министр Королевства Румыния (с 11 апреля 1899 по 7 июля 1900 и с 22 декабря 1904 по 12 марта 1907 года), министр внутренних дел, министр финансов, министр общественных работ. Председатель Палаты депутатов Румынии. Председатель Сената Румынии. Председатель Консервативной партии Румынии. Примар (мэр) Бухареста (1869—1870). Адвокат.

## Биография
Фанариотского происхождения. Представитель древнего боярского рода Кантакузины, крупный землевладелец. Обучался в Бухаресте, затем изучал право в Париже. В 1858 году стал доктором права, защитив диссертацию на тему «Теория инноваций в Румынии и французское право».
После возвращения на родину сотрудничал с несколькими печатными изданиями («Revista Română» и «Revista Dunării»). С 1862 года работал в судебных учреждениях, был судьёй и членом апелляционного суда. В 1864 году в знак протеста против политики реформ господаря Александру Иона Куза ушёл в отставку. После отречения князя, вернулся на службу в судебную систему и был назначен руководителем отдела Апелляционного суда (1866).
Будучи членом семьи, которая владела большими земельными угодьями и имениями Кантакузино был сторонником консервативной идеологии. Начал свою политическую карьеру в качестве члена Учредительного собрания Прахова в 1866 году.
С мая 1869 по январь 1870 года — Примар (мэр) Бухареста.
Позже, в течение двух сроков работал министром общественных работ в правительстве Л. Катарджиу (20 апреля 1870 — 14 декабря 1870 и 16 декабря 1873 — 30 января 1876 гг.). Занимался развитием железнодорожной сети, осуществлением работ на мостах и дорогах страны.
С 16 декабря 1873 по 7 января 1875 года занимал кресло министра финансов. Принял меры по созданию сельских земельных кредитов, первого банковского учреждения с румынским капиталом, а также внедрению новых таможенных тарифов.
С 1876 года — сенатор. Во время Войны за независимость Румынии (1877—1878) служил комиссаром румынской дипломатической миссии при верховном командовании русской армии. Поддерживал военные действия румынской армии значительными пожертвованиями. В связи с болезнью с 1884 по 1886 г. жил во Франции.
16 ноября 1889 г. стал президентом Палаты депутатов Румынии. Дважды избирался президентом Палаты депутатов и председателем Сената Румынии.
В 1899 г. стал председателем Консервативной партии Румынии.
С 11 апреля 1899 по 7 июля 1900 и с 22 декабря 1904 по 12 марта 1907 года занимал пост премьер-министра Королевства Румыния. Оставил премьерское кресло в результате Крестьянского восстания в Румынии 1907 года.
Кроме того, дважды возглавлял Министерство внутренних дел Королевства Румыния (1899—1900 и 1904—1907).
Крупный помещик, магнат Кантакузин был одним из самых богатых людей своего времени в Румынии, известным как своим огромным состоянием, так и скупостью, в стране его назвали «набобом».